# IC 1618
IC 1618 ist eine linsenförmige Galaxie vom Hubble-Typ S0 im Sternbild Fische auf der Ekliptik. Sie ist schätzungsweise 218 Millionen Lichtjahre von der Milchstraße entfernt und hat einen Durchmesser von etwa 75.000 Lichtjahren. Vermutlich bildet sie mit PGC 212654 ein gravitativ gebundenes Galaxienpaar. Gemeinsam mit 21 weiteren Galaxien ist sie Mitglied der NGC 452-Gruppe (LGG 18).

Im selben Himmelsareal befinden sich u. a. die Galaxien NGC 373, NGC 375, NGC 379, NGC 380.
Das Objekt wurde am 2. Dezember 1896 von dem deutschen Astronomen Hermann Kobold entdeckt.